# Die Frauen sind an allem schuld
Die Frauen sind an allem schuld (Originaltitel: Les plus belles escroqueries du monde) ist ein international produzierter Episodenfilm aus dem Jahr 1964.

## Handlung
Fünf Episoden schildern das Leben von Gaunern und Betrügern in fünf verschiedenen Metropolen:
1. Episode: Die fünf Wohltäter von Fumiko (Les cinq bienfaiteurs de Fumiko) – Regie: Hiromichi Horikawa
Eine junge Geisha lernt in einer Bar in Tokio einen alten Mann kennen, der früher als Komponist gearbeitet und ein berühmtes Lied geschrieben hat. Der Mann prahlt damit, ein Vermögen für sein neues Gebiss aus Platin ausgegeben zu haben, und trägt dicke Bündel von Geldscheinen in seiner Tasche mit sich herum. Als die Geisha dies bemerkt, lässt sie sich von ihm in seine Wohnung mitnehmen. Diese stellt sich als klein, schmutzig und unaufgeräumt heraus. Der Mann behauptet kurzerhand, dass ihm das gesamte Haus gehöre und er nur aus Sparsamkeit in der Hausmeisterwohnung lebe. Als der Mann – aufgrund des in Wahrheit schlechten Gebisses – an Nudeln erstickt, entwendet die Geisha sein vermeintlich wertvolles Gebiss, um es in einem Pfandhaus gegen Bares einzutauschen.
Daraufhin begibt sie sich in ein Juweliergeschäft, wo sie – im Glauben, dass sie später das Platingebiss im Pfandhaus gegen Geld eintauschen kann – ihre gesamten Ersparnisse ausgibt, um sich eine wertvolle Perlenkette zu kaufen, die ihr schon lange gefällt. Kurze Zeit später wird sie von der Polizei festgenommen und des Mordes am alten Mann verdächtigt. Ein Mitarbeiter der Polizei findet das Gebiss des alten Mannes in ihrer Wohnung. Es stellt sich jedoch heraus, dass das Gebiss nicht aus Platin ist und der Mann in Wahrheit arm war. Daraufhin wird die Frau freigelassen.
2. Episode: Der Diamantenfluss (La rivière de diamants) – Regie: Roman Polański

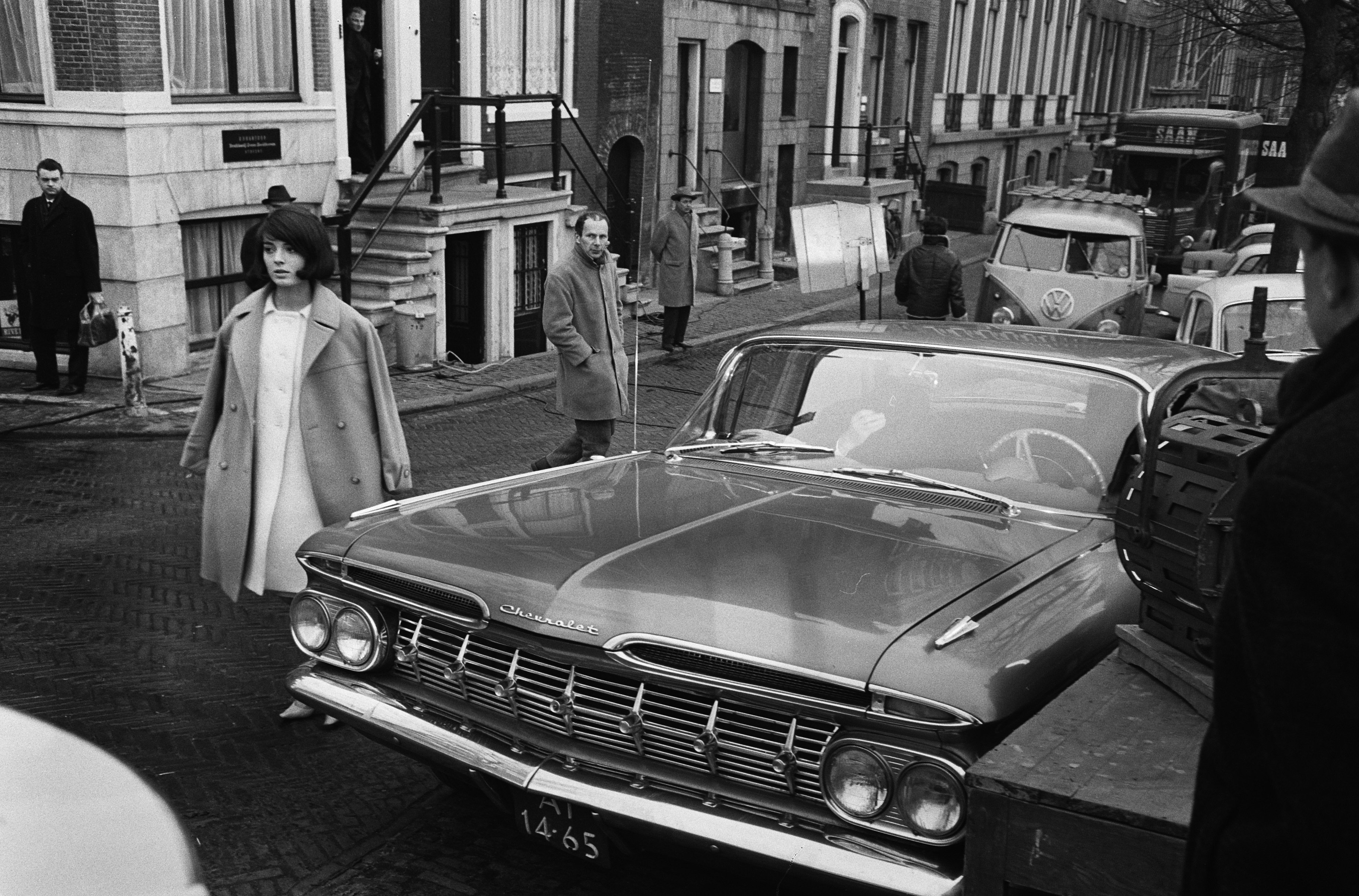
Nicole Karen beim Dreh der zweiten Episode (1963)

Eine junge Frau geht in Amsterdam spazieren. Sie besichtigt eine Diamantschleiferei und sieht sich ein wertvolles Collier in einer Auslage an, das ihre finanziellen Möglichkeiten weit übersteigt. Als sie einen reichen Diplomaten kennenlernt, lässt sie sich von ihm verführen. Die beiden gehen zusammen in sein Haus, wo sie erfährt, dass der Diplomat verheiratet ist und eine Tochter hat. Seine Familie und das Hauspersonal sind derzeit nicht da. Als der Diplomat zur Arbeit muss, vereinbaren sie ein späteres Treffen.
Die Frau besucht daraufhin den Juwelier, dessen Auslage sie zu Beginn besichtigt hat, und bestellt ihn für später in das Haus des Diplomaten, wobei sie sich unter Vorweis seiner ihr zuvor überreichten Visitenkarte als dessen Frau ausgibt. Der Diplomat und die Frau treffen sich und gehen schließlich wieder in sein Haus, wo sie Fangen spielen und sie ein Bad nimmt, während der Diplomat sich im Badezimmer auf noch mehr Spaß vorbereitet. Als der Juwelier vorbeikommt und ihr das wertvolle Collier anlegt, flüchtet die Frau mit dem Collier aus dem Haus, um es kurze Zeit später gegen einen Papagei einzutauschen, der ihr gefällt.
3. Episode: Der Plan (La feuille de route) – Regie: Ugo Gregoretti
Als sich eine junge Prostituierte weigert, sich dem hiesigen Polizeichef nackt zu zeigen, muss sie aufgrund von dessen Falschaussage Neapel verlassen. Sie kehrt jedoch heimlich zurück und bittet ihren ehemaligen Zuhälter um Hilfe. Dieser jagt sie jedoch ebenfalls davon – gegen den Polizeichef könne auch er nichts machen. Daraufhin kreuzt sich ihr Weg mit dem eines Jura-Studenten, der eine Idee hat: Wenn er sie mit einem Mann aus dem örtlichen Altersheim verheiratet, kann sie legal in der Stadt bleiben. Ihr Zuhälter willigt in den Plan ein, wobei er vorhat, sie weiterhin bei sich wohnen und für sich arbeiten zu lassen. Um die Idee in größerem Stil umzusetzen, will er zudem ein großes Bordellunternehmen aufziehen, wofür er viele Prostituierte, die in der Vergangenheit ebenfalls die Stadt verlassen mussten, zurückholt und sie mit Männern aus dem Altersheim verheiratet. Als der Zuhälter den offiziell seiner Prostituierten angetrauten alten Mann aus seinem Haus wirft, sorgt der Student dafür, dass der alte Mann den Zuhälter wegen „Ehebruchs“ und „Verlassen des gemeinsamen Haushaltes“ bei der Polizei anzeigt.
4. Episode: Der Mann, der den Eiffelturm verkauft hat (L’homme qui vendit la Tour Eiffel) – Regie: Claude Chabrol
Ein Mann namens Alain des Arcys hat vor dem Haus eines reichen Deutschen eine Autopanne. Als er den Deutschen um Hilfe bittet, erfährt er, dass dieser verrückt nach dem Eiffelturm ist. Daraufhin gaukelt ihm Alain vor, dass Frankreich den Eiffelturm versteigern wolle, und lädt ihn nach Paris ein. Dort gelingt es Alain zusammen mit ein paar Freunden, den naiven Deutschen dazu zu bringen, ihnen eine hohe Geldsumme zu übergeben, mit der dieser nun das Wahrzeichen der Stadt erstanden habe. Als der Deutsche zum Eiffelturm fährt, wird er von der Polizei festgenommen, weil er sich weigert, Eintrittskarten für „seinen“ Eiffelturm zu bezahlen.
5. Episode: Der große Betrüger (Le grand escroc) – Regie: Jean-Luc Godard
Patricia Leacock, eine junge amerikanische Journalistin, wird auf dem Markt von Marrakesch festgenommen, als sie im Begriff ist, mit Falschgeld zu bezahlen. Bei der anschließenden Vernehmung gibt sie an, nicht zu wissen, wie sie in den Besitz des Falschgeldes gekommen sei, worauf man sie wieder freilässt. Kurz darauf kommt sie dem Geldfälscher auf die Spur. Als neugierige Reporterin filmt und befragt sie ihn. Dieser rechtfertigt sein Tun damit, dass er – im Gegensatz zu Politikern, die für gewöhnlich oft viel reden und wenig tun – praktische Wohltätigkeit leiste, da er das über seine Fälschungen eingenommene Geld an Bettler weitergebe.

## Hintergrund
Die Dreharbeiten des Films fanden bis Juli 1963 statt. Am 14. August 1964 wurde er in Frankreich uraufgeführt, wo ihn mehr als 113.000 Zuschauer in den Kinos sahen. Bereits vor der Premiere hatte sich Produzent Pierre Roustang gegen die fünfte Episode Le grand escroc von Jean-Luc Godard entschieden, die schließlich herausgeschnitten wurde. In Deutschland kam der Film mit den verbliebenen vier Episoden erstmals am 9. Juli 1965 in die Kinos. In Frankreich und den Vereinigten Staaten erschien der Film 2016 bzw. 2017 auf DVD und Blu-ray, wobei die Episode von Godard wieder ergänzt, jedoch die von Roman Polański auf dessen Wunsch hin entfernt wurde.

## Kritiken
„Einzig Roman Polańskis Beitrag hebt sich von der biederen Routine und abgenutzten Pikanterie dieser Szenen ab“, urteilte das Lexikon des internationalen Films. Der Evangelische Filmbeobachter fand die „[v]ier Episoden von zwei namhaften und zwei unbekannten Regisseuren über Gaunereien in Amsterdam, Paris, Neapel und Tokio [… t]eils unterhaltsam, teils bedrückend“.